# Attentat contre le pétrolier Limburg du 6 octobre 2002
Pour les articles homonymes, voir Limburg.
Le Limburg est un pétrolier français lancé en 2000 en Corée du Sud, qui a été l'objet d'un attentat le 6 octobre 2002 au large du Yémen.

## L'attaque duLimburg
S'apprêtant à rentrer dans le port d'Ash-Shihr dans le golfe d'Aden avec 400 000 barils de pétrole brut saoudien à destination de la Malaisie pour la société Petronas, le navire a été heurté par un petit bateau-suicide à environ 25 kilomètres des côtes.
L'explosion a ouvert une brèche d'environ huit mètres au niveau de la ligne de flottaison tribord et entraîné un important incendie. Un Bulgare de 38 ans, Atanas Atanasov, est mort dans l'attaque et douze autres marins ont été blessés. 90 000 barils de pétrole se sont échappés du navire.
L'attentat a été revendiqué par l'Armée islamique d'Aden-Abyane présumée liée à Al-Qaïda. L'organisation a déclaré qu'elle ne visait pas le pétrolier, mais une frégate américaine qui se trouvait à proximité, mais ses responsables se sont félicités de ce coup porté aux lignes d'approvisionnement pétrolier. 
Le navire a été remorqué à Dubaï, où il a été réparé de mars à octobre 2003,. Vendu à Tanker Pacific (en) en 2003, il a été renommé Maritime Jewel. Il a été démantelé à Chittagong en avril 2018.